# Briançonnet
Briançonnet település Franciaországban, Alpes-Maritimes megyében. Lakosainak száma 168 fő (2022. január 1.). Briançonnet Val-de-Chalvagne, Soleilhas, Ubraye, Amirat, Gars és Saint-Auban községekkel határos.

## Népesség
A település népességének változása:
| Lakosok száma | 158  | 184  | 190  | 194  | 236  | 226  | 221  | 217  | 201  | 168  |
|               | 1968 | 1982 | 1990 | 2006 | 2013 | 2015 | 2017 | 2019 | 2020 | 2022 |